# Gare de Commerce
Pour les articles homonymes, voir Commerce (homonymie).
La  gare de Commerce est une gare ferroviaire des États-Unis située dans la ville du même nom en Californie ; elle est desservie par Metrolink.

## Situation ferroviaire
La gare est desservie par l'Orange County Line, qui relie Los Angeles à Oceanside. Les lignes 91 (également opérée par Metrolink), Southwest Chief et Pacific Surfliner (tous deux opérés par Amtrak) traversent la gare sans cependant s'arrêter.

## Service des voyageurs

### Desserte
- Metrolink
  - Orange County Line : Oceanside - Los Angeles